# رمز حقوق التأليف والنشر
رمز حقوق الطبع والنشر أو رمز النسخ (بالإنجليزية: Copyright symbol)‏ ، © (الحرف C الكبير يعني حقوق الطبع والنشر )، هو رمز يستخدم في إشعارات حقوق الطبع والنشر للأعمال الأخرى غير الأعمال الصوتية.  هذا الرمز معترف به على نطاق واسع، ولكن وفقًا لتفاقية برن لحماية المصنفات الأدب ، لم يعد استخدام حقوق الطبع والنشر مطلوبًا في معظم البلدان.

## قانون الولايات المتحدة
في الولايات المتحدة، أزال قانون تنفيذ اتفاقية برن لعام 1988 شرط رمز حقوق الطبع والنشر من قانون حقوق الطبع والنشر في الولايات المتحدة اعتبارًا من عام 1989، لكن وجوده أو الغاؤه أهمية قانونية بالنسبة للأعمال المنشورة قبل ذلك التاريخ، ولا يزال مستمرًا.

### تاريخها
يمكن رؤية الرموز السابقة التي تشير إلى حالة حقوق الطبع والنشر للعمل في روزنامة الاسكتلندي في سبعينيات القرن السابع عشر. وتضمنت هذه الكتب نسخة مطبوعة من شعار النبالة للدلالة على أصالتها.
كانت إشعارات حقوق الطبع والنشر مطلوبة لأول مرة بموجب قانون حقوق الطبع والنشر سنة 1802 في الولايات المتحدة .  
تم تقديم رمز حقوق الطبع والنشر © في الولايات المتحدة في المادة 18 من قانون حقوق الطبع والنشر لسنة 1909  وتم تطبيقه في البداية فقط على الأعمال التصويرية والرسومية والنحتية. كان قانون حقوق الطبع والنشر لسنة 1909 يعني إعادة كتابة ومراجعة كاملة لقانون حقوق الطبع والنشر الحالي. كما تم اقتراحه في الأصل في مشروع القانون، فإن حماية حقوق الطبع والنشر تتطلب وضع كلمة حقوق الطبع والنشر أو الاختصار المعتمد على العمل الفني نفسه. وشملت اللوحة، وكانت الحجة أن الإطار كان قابلاً للإزالة. في اجتماعات المؤتمر بين أصحاب حقوق الطبع والنشر بشأن مشروع القانون المقترح، والتي انعقدت في ما بين عامي 1905 و1906، اعترض ممثلو منظمات الفنانين على هذا الحكم، ولم يرغبوا في كتابة أي شيء أكثر من اسم الفنان. كحل وسط، كان من الممكن إنشاء رمز عشوائي إلى حد ما، وهو حرف C كبير في دائرة، ليظهر على العمل نفسه بجوار اسم الفنان، للإشارة إلى وجود إشعار حقوق الطبع والنشر أكثر تفصيلاً في مكان آخر والذي كان لا يزال من المفترض السماح به ليتم وضعها على التثبيت. في الواقع، تضمنت نسخة من مشروع القانون المرسلة إلى الكونجرس في سنة 1906، والتي أعدتها لجنة حقوق الطبع والنشر بتوجيه من أمين مكتبة الكونجرس هربرت بوتنام ، بندًا ينص على أنه بدلاً من كلمة حقوق الطبع والنشر أو حقوق النشر، اختصار لرمز قانوني محدد لحقوق الطبع والنشر يمكن استخدامه مثل الحرف C المستخدم في دائرة. 
ظلت صياغة القانون لعام 1909 دون تغيير عندما تم إدراجه في العنوان 17 من قانون الولايات المتحدة في عام 1946.
وسع تعديل أُجري سنة 1954 استخدام الرمز ليشمل الأعمال الأخرى المحمية بحقوق الطبع والنشر: تم ترخيص الرمز كبديل لكلمة حقوق الطبع والنشر. 

### إشعار حقوق الطبع والنشر في الولايات المتحدة
في الولايات المتحدة ، يتضمن إشعار حقوق النشر ما يلي: 
- © أو كلمة حقوق النشر أو (بالإنجليزية: Copr)‏
- سنة نشر أول عمل محمي بحقوق الطبع والنشر و
- تحديد صاحب حقوق التأليف والنشر إما بالاسم أو الاختصار أو أي اسم آخر معروف به بشكل عام.

على سبيل المثال، بالنسبة لعمل تم نشره لأول مرة في عام 2011: © 2011 John Doe
كان هذا الإشعار مطلوبًا في السابق للحصول على حماية حقوق الطبع والنشر في الولايات المتحدة، ولكن لم يعد هذا هو الحال في البلدان التي تحترم اتفاقية برن (بالإنجليزية: Berne Convention)‏.  انضمت الولايات المتحدة إلى اتفاقية برن في 1 مارس 1989.

## اتفاقية برن
في البلدان الأطراف في اتفاقية برن لحماية المصنفات الأدبية والفنية ، بما في ذلك الولايات المتحدة الحالية، لا يلزم تقديم إشعار بحقوق النشر لإنشاء حقوق النشر. بل إن إنشاء العمل يؤدي تلقائيًا إلى إنشاء حقوق الطبع والنشر. انضمت الولايات المتحدة لاحقًا إلى برن، حيث نفذت انضمامها إلى المعاهدة من خلال قانون تنفيذ اتفاقية برن لعام 1988، والذي دخل حيز التنفيذ في 1 مارس 1989  وجعل الإخطار اختياريًا. ومع ذلك، يظل إشعار حقوق الطبع والنشر في جانب واحد مهم: لا يمكن لمنتهك حقوق الطبع والنشر التأكيد على انتهاك بريء كدفاع جزئي لاسترداد الأضرار إذا تمكن المتعدي من الوصول إلى نسخة من العمل الذي يحمل إشعار حقوق الطبع والنشر، لإعطاء خصم. 
تنتمي معظم الدول الآن إلى مدينة برن، وبالتالي لا تحتاج إلى إشعارات حقوق النشر للحصول على حقوق النشر.

### على لوحة المفاتيح
نظرًا لأن الرمز © غير متوفر في الآلات الكاتبة التقليدية أو في أسكي ، فقد تم تمييزه تقليديًا منذ فترة طويلة بالحرف (c) (القوس c)، وهي الممارسة المقبولة بموجب قوانين مكتب حقوق الطبع والنشر الأمريكية لعامي 1909 و1976.    يمكن معالج كلمات بإمكانية التصحيح التلقائي التعرف على هذا التسلسل المكون من ثلاثة أحرف وتحويله تلقائيًا إلى رمز حقوق الطبع والنشر.
في أنظمة حاسوب الحديثة، يمكن إنشاء © باستخدام أي من الطرق التالية:
- ويندوز : Alt+0 1+6+9 [14]
- ماك : Option+g [15]
- لينكس : Compose+O+C [16]
- نظام التشغيل كروم : Ctrl+⇧ Shift+u ، a+9 ، ثم ↵ Enter أو Space . [17]
- أتش تي إم أل : © أو ©

## الرموز ذات الصلة
- رمز حقوق الطبع والنشر للتسجيلات الصوتية والأعمال الصوتية هو ℗ ( حرف كبير P محاط بدائرة) ويستخدم لتعيين حقوق الطبع والنشر في التسجيل الصوتي. [18]
- رمز الحقوق المتروكة (🄯) هو حرف C كبير مقلوب ومحاط بدائرة، وهو ما يعني حقوق الطبع والنشر العامة.)
- هي رمز علامة تجارية مسجلة ® (حرف R كبير محاط بدائرة) وتستخدم في بعض الولايات القضائية لتعيين علامة تجارية مسجلة في سجل رسمي (مثل مكتب براءات الاختراع والعلامات التجارية الأمريكي في الولايات المتحدة).
- الرمز غير الإلزامي المستخدم في تحذير حماية عمل القناع هو (الحرف الكبير M محاط بدائرة). [19]

## أنظر أيضا
- حقوق التأليف والنشر
- مكتب حقوق الطبع والنشر بالولايات المتحدة
- رمز علامة تجارية مسجلة